# Agroeca proxima
Espèce
Synonymes
- Agelena proxima O. Pickard-Cambridge, 1871
- Agroeca gaunitzi Tullgren, 1952

Agroeca proxima est une espèce d'araignées aranéomorphes de la famille des Liocranidae.

## Distribution
Cette espèce se rencontre en Europe et en Turquie.

## Description
Les mâles mesurent de 3,8 à 5 mm et les femelles de 5,2 à 7,5 mm.

## Publication originale
- O. Pickard-Cambridge, 1871 : Descriptions of some British spiders new to science, with a notice of others, of which some are now for the first time recorded as British species. Transactions of the Linnean Society of London, vol. 27, p. 393-464 (texte intégral).